# Andrej Martjuk
Andrej Michajlovič Martjuk (in russo Андрей Михайлович Мартюк?; Nikopol', 10 giugno 2000) è un cestista russo.

## Palmarès

### Individuale
- VTB United League Young Player of the Year: 2

Lokomotiv Kuban': 2021-2022, 2022-2023